# Mère hindoue, fils indigne
Mère hindoue, fils indigne (en version québécoise et française, ou The Two Mrs. Nahasapeemapetilons en version originale) est le septième épisode de la saison 9 de la série télévisée d'animation Les Simpson. Il est diffusé pour la première fois sur le réseau Fox aux États-Unis le 16 novembre 1997. L'épisode est scénarisé par Richard Appel et réalisé par Steven Dean Moore.
L'épisode dépeint le mariage entre Apu et Manjula et intègre plusieurs aspects des cérémonies de mariage hindoues, fruits des recherches menées par les scénaristes pendant la production de l'épisode. Richard Appel a l'idée de cet épisode plusieurs années avant la neuvième saison, mais elle n'est pas utilisée avant que Mike Scully ne devienne le show runner de la série. L'intrigue secondaire de l'épisode, dans laquelle Homer s'installe dans la maison de retraite de Springfield devait constituer un épisode à part entière, mais elle n'est pas développée de manière suffisamment détaillée pour cette fin.
Mère hindoue, fils indigne termine à la vingt-deuxième place des audiences de la semaine du 10 au 16 novembre 1997, avec un score sur l'échelle de Nielsen de 11,6, l'équivalent d'environ 11,4 millions de ménages ayant vu l'épisode. Il est le troisième programme le mieux classé de la semaine sur le réseau Fox. Dans l'ensemble, l'épisode reçoit des critiques positives.

## Synopsis
À une vente aux enchères de célibataires en charité pour les pompiers de Springfield, les hommes exposés ne sont guère attirants, et l'enchère ne rapporte aucun argent. Marge présente alors Apu, qui déclenche une flambée des enchères, toutes les femmes du public le désirant. Il enchaîne les rendez-vous galants avec de nombreuses femmes de la ville et commence à apprécier sa vie de célibataire. Cependant, il reçoit une lettre de sa mère en Inde, lui rappelant son mariage arrangé avec Manjula, la fille d'un ami de la famille. Ne voulant pas se marier, Apu demande conseil à Homer, qui lui suggère de dire à sa mère qu'il est déjà marié. Quelques jours plus tard, alors qu'Apu pense avoir échappé au mariage, il aperçoit sa mère en train de marcher en direction du Kwik-E-Mart. Pour le couvrir, Homer dit à Apu de faire semblant que Marge est sa femme.
Chez les Simpson, Marge montre sa totale désapprobation à propos du plan de son mari, mais décide de le mettre en exécution pour le bien d'Apu. Pendant ce temps, Homer s'installe à la maison de retraite de Springfield avec son père, se faisant passer pour le résident Cornelius Talmadge. Homer apprécie particulièrement son séjour, jusqu'à ce que le vrai Cornelius ne revienne et qu'il soit obligé de s'enfuir. Il retourne alors chez lui et se couche auprès de Marge. Mme Nahasapeemapetilon, la mère d'Apu, entre dans la chambre pour dire au revoir à son fils, lorsqu'elle se rend compte, choquée, que Marge est au lit avec un autre homme et qu'Apu dort sur le sol. Fatiguée de toute cette mascarade, Marge force Apu à dire la vérité à sa mère, laquelle déclare que le mariage arrangé se déroulera comme prévu. 
Le mariage a lieu dans le jardin des Simpson, mais Apu en est encore dubitatif. Cependant, lorsqu'il voit Manjula pour la première fois après plusieurs années, il est impressionné par sa beauté et son esprit, et se sent moins réticent à l'idée de l'épouser. Le couple décide alors de donner une chance à ce mariage. Homer, mal déguisé en Ganesh, tente d'arrêter le mariage avant d'être chassé par l'un des proches d'Apu,.

## Production

### Scénario

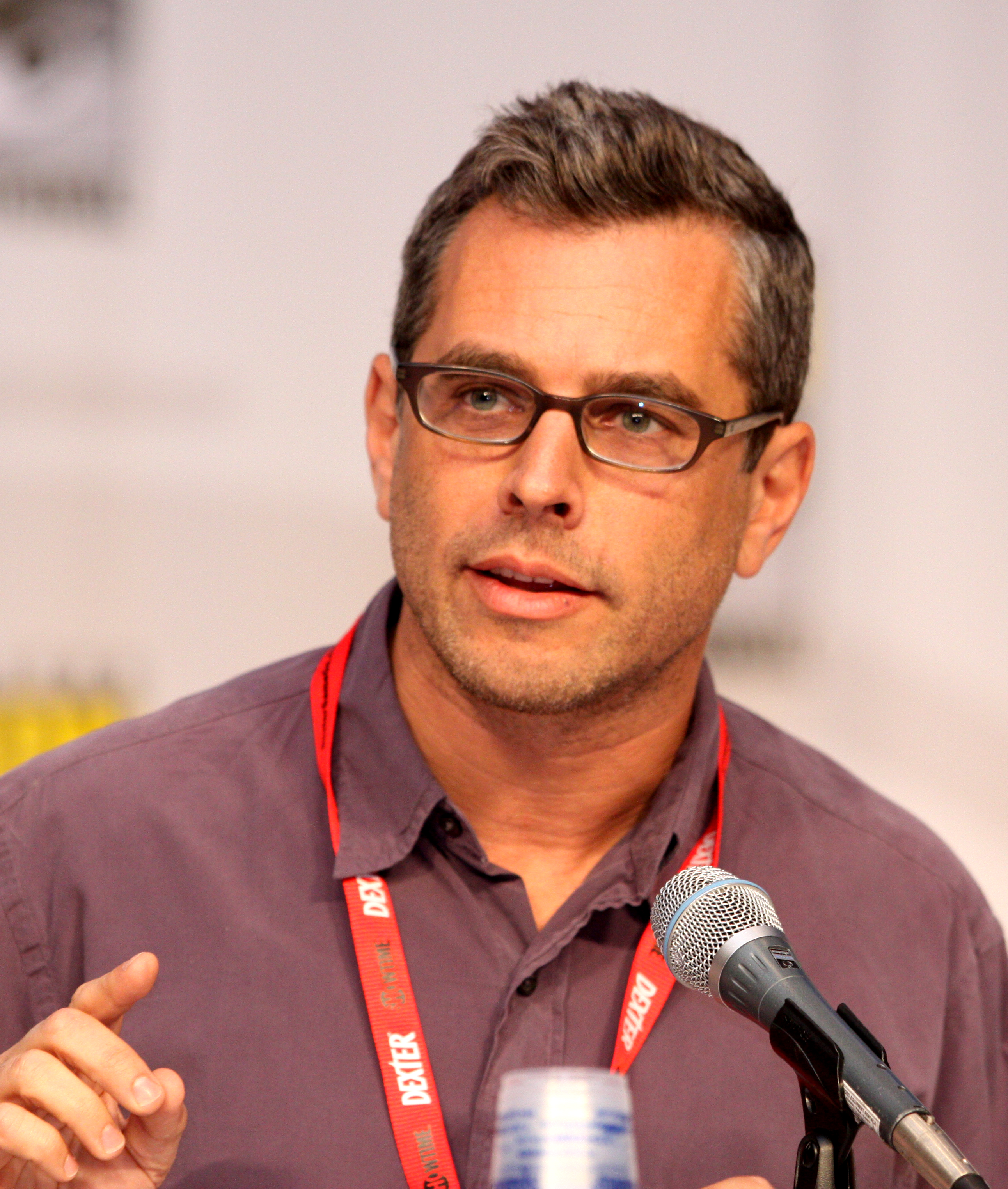
Richard Appel, le scénariste de l'épisode, à l'idée de l'intrigue de celui-ci bien avant la neuvième saison.

Le scénariste Richard Appel émet l'idée de Mère hindoue, fils indigne, lors d'une réunion de scénaristes, plusieurs années avant la production de la saison 9, mais à ce moment-là, l'épisode ne peut être intégré à une saison, par manque de développement. Mike Scully apprécie l'idée et décide donc d'en faire un épisode lors de sa première saison en tant que show runner,. Le passage dans lequel Homer s'installe dans la maison de retraite, est une idée de Mike Scully depuis longtemps. Cette intrigue ne pouvant être développée pour en faire un épisode entier, elle est intégrée dans celui-ci.
La vente aux enchères de célibataires est créée dans le seul but de démontrer qu'Apu est le meilleur parti de Springfield. Lors de l'écriture, Richard Appel constate que cette scène s'écrit toute seule car tous les hommes de Springfield sont tous des « nuls » face à Apu. Le passage sert de scène d'exposition de l'épisode, un concept que Mike Scully apprécie particulièrement et utilise dans la plupart des épisodes qu'il produit. La succession d'images montrant Apu avec différentes coupes de cheveux, devait en contenir trois de plus, mais elles ont fini par être coupées au montage pour gagner du temps. La scène dans laquelle la mère d'Apu tombe au sol, un gag que l'équipe de production affectionne particulièrement, est inspirée d'un homme tombé à peu près de la même manière vu par le réalisateur Steven Dean Moore. Ce gag n'est inclus dans l'épisode que pour permettre à Apu et Homer d'avoir plus de temps pour planifier leur mensonge. Le passage où Homer écrit sur un papier « Où sont les brioches ? » après qu'Apu lui ait demandé un conseil est un des gags préférés de Mike Scully. Avant le mariage, Bart alimente un « feu sacré » avec les pages d'un livre de cantiques. Au départ, le livre qu'il utilise est la Bible, mais après l'animation de la scène terminée, Mike Scully la trouve « parfaitement horrible » et décide de changer le titre du livre en « Cantiques ».

### Doublage

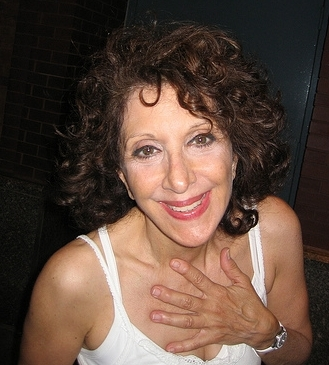
Andrea Martin prête sa voix à la mère d'Apu.

Andrea Martin prête sa voix à la mère d'Apu. Elle enregistre ses répliques à New York. Elle veut tellement produire la voix parfaite, qu'entre chaque prises elle écoute des enregistrements de Hank Azaria en train d'interpréter Apu, pour s'assurer que sa voix puisse de manière réaliste être celle de la mère de l'Indien.

### Recherches et réalisation
L'équipe de production fait de nombreuses recherches sur les mariages arrangés hindous, apprenant des coutumes telles que la fleur de lotus utilisée comme message, mais la majeure partie de ces recherches se sont avérées « pas aussi hilarantes [que les scénaristes] l'espéraient », et elles n'ont pas été utilisées. Steven Dean Moore, le réalisateur de l'épisode, élabore tous les graphismes de chaque aspect de la culture indienne montrée dans l'épisode. Les événements du mariage, ainsi que les nombreux objets utilisés pendant celui-ci, sont tirés des cérémonies de mariage hindoues traditionnelles. Pendant le flashback d'Apu sur son enfance, les animateurs se sont assurés de ne pas montrer Manjula, afin qu'elle puisse être révélée seulement à la fin de l’épisode.